# Jonas Omlin
Jonas Omlin, né le 10 janvier 1994 à Sarnen, est un footballeur international suisse qui joue au poste de gardien de but au Borussia Mönchengladbach.

## Biographie

### En club
Né le 10 janvier 1994 à Sarnen dans le canton d'Obwald, Jonas Omlin fait ses débuts dans le club de sa commune natale, avant d’être intégré, dès 2002, au Team Obwald nouvellement créé afin de réunir les meilleurs talents de ce canton.
Il rejoint ensuite les juniors du FC Lucerne, où il effectue sa formation footballistique, avant de rejoindre en 2012 le SC Kriens, alors pensionnaire de troisième division suisse. Après deux saisons, il retourne à Lucerne, d’abord en tant que troisième gardien derrière David Zibung et Lorenzo Bucchi. Il fait ses débuts en Super League en mars 2015 lors d’une rencontre face à Bâle, puis est prêté une saison au FC Le Mont-sur-Lausanne en Challenge League. Il revient ensuite à la Swissporarena et s’installe progressivement, dès le mois de mars 2017, en tant que titulaire aux yeux de Markus Babbel, puis de Gerardo Seoane, délogeant ainsi Zibung.

#### FC Bâle (2018-2020)
Le 12 juin 2018, il s'engage en faveur du FC Bâle jusqu'en juin 2022 pour un montant de 1,7 million de francs suisses.
Il quitte le club en août 2020 pour rejoindre la Ligue 1.

#### Montpellier HSC (2020-2023)
Le 12 août 2020, il signe au Montpellier Hérault Sport Club,.
Le 22 janvier 2021, il est expulsé à la suite d'une faute sur Kylian Mbappé face au  Paris Saint-Germain au Parc des Princes.
En janvier 2023, il quitte Montpellier pour rejoindre la Bundesliga.

#### Borussia M'Gladbach (depuis 2023)
Le 19 janvier 2023, il s'engage en faveur du Borussia Mönchengladbach jusqu'en juin 2027, à la suite du départ de Yann Sommer au Bayern Munich.
Le 5 août 2023, il devient le nouveau capitaine de l'équipe, il succède ainsi à Lars Stindl (parti au Karlsruher SC), les vice-capitaines sont Julian Weigl et Florian Neuhaus,.
En septembre 2023, il est victime d'une blessure lors d'un match de préparation avant la nouvelle saison de Bundesliga à l'épaule et devra être opéré. Il sera absent plusieurs mois. 
En septembre 2024, il est à nouveau blessé, il a été touché aux tendons d'une jambe lors d'un entraînement et sera absent jusqu'à nouvel ordre.
Fin février 2025, il est titularisé pour la première fois depuis cinq mois, lors du match  Borussia Mönchengladbach vs FC Augsbourg, mais à la 28ème minutes il commet une faute et reçoit un carton rouge.
En mars 2025, il est annoncé qu'il souffre d'une nouvelle blessure, cette fois musculaire aux adducteurs.

### Equipe nationale
Il est appelé pour la première fois en équipe de Suisse par le sélectionneur Vladimir Petković, à l'occasion d'un match amical contre le Qatar.
Il honore sa première sélection le 7 octobre 2020, lors d'une rencontre amicale contre la Croatie soldée par une défaite 2-1.
Il est annoncé qu'il gardera les buts suisses lors du match contre l'Angleterre à Wembley à la suite du test positif au Covid-19 de Yann Sommer, match finalement perdu 2-1.
Il dispute sa première compétition internationale lors de l'Euro 2020, les Suisses iront jusqu'en quarts-de-finale éliminés par l'Espagne aux tirs-au-but.
Le 9 novembre 2022, il est sélectionné par Murat Yakın pour participer à la Coupe du monde 2022.

## Style de jeu
Issu de l’école de gardien de but suisse, Omlin possède un style décrit comme moderne, notamment un bon jeu au pied. Omlin est aussi qualifié de gardien très explosif avec une très bonne lecture du jeu et de calme avec une autorité naturelle.

## Statistiques
| Saison                | Club                  | Championnat           | Championnat | Championnat | Coupe(s) nationale(s) | Coupe(s) nationale(s) | Compétition(s) continentale(s) | Compétition(s) continentale(s) | Compétition(s) continentale(s) | Total | Total |
| Saison                | Club                  | Division              | M.          | B.          | M.                    | B.                    | Comp.                          | M.                             | B.                             | M.    | B.    |
| 2012-2013             | SC Kriens             | Promotion League      | 4           | 0           | -                     | -                     | -                              | -                              | -                              | 4     | 0     |
| 2013-2014             | SC Kriens             | Promotion League      | 22          | 0           | 2                     | 0                     | -                              | -                              | -                              | 24    | 0     |
| Sous-total            | Sous-total            | Sous-total            | 26          | 0           | 2                     | 0                     | -                              | -                              | -                              | 28    | 0     |
| 2014-2015             | FC Lucerne U21        | 1re ligue             | 20          | 0           | -                     | -                     | -                              | -                              | -                              | 20    | 0     |
| 2014-2015             | FC Lucerne            | Super League          | 1           | 0           | -                     | -                     | -                              | -                              | -                              | 1     | 0     |
| 2015-2016             | FC Le Mont (prêt)     | Challenge League      | 15          | 0           | -                     | -                     | -                              | -                              | -                              | 15    | 0     |
| 2016-2017             | FC Lucerne            | Super League          | 14          | 0           | 5                     | 0                     | -                              | -                              | -                              | 19    | 0     |
| 2017-2018             | FC Lucerne            | Super League          | 36          | 0           | 2                     | 0                     | C3                             | 2                              | 0                              | 40    | 0     |
| Sous-total            | Sous-total            | Sous-total            | 86          | 0           | 7                     | 0                     | -                              | 2                              | 0                              | 95    | 0     |
| 2018-2019             | FC Bâle               | Super League          | 26          | 0           | 4                     | 0                     | C1 C3                          | 2                              | 0                              | 34    | 0     |
| 2019-2020             | FC Bâle               | Super League          | 32          | 0           | 1                     | 0                     | C1 C3                          | 4 7                            | 0                              | 44    | 0     |
| Sous-total            | Sous-total            | Sous-total            | 58          | 0           | 5                     | 0                     | -                              | 15                             | 0                              | 78    | 0     |
| Total sur la carrière | Total sur la carrière | Total sur la carrière | 170         | 0           | 14                    | 0                     | -                              | 17                             | 0                              | 201   | 0     |

### Liste des matchs internationaux
| Matches internationaux de Jonas Omlin | Matches internationaux de Jonas Omlin | Matches internationaux de Jonas Omlin | Matches internationaux de Jonas Omlin | Matches internationaux de Jonas Omlin | Matches internationaux de Jonas Omlin | Matches internationaux de Jonas Omlin |
|                                       | Date                                  | Lieu                                  | Adversaire                            | Résultat                              | Compétition                           | Notes                                 |
| ------------------------------------- | ------------------------------------- | ------------------------------------- | ------------------------------------- | ------------------------------------- | ------------------------------------- | ------------------------------------- |
| 1.                                    | 7 octobre 2020                        | Kybunpark, Saint-Gall, Suisse         | Croatie                               | 1 - 2                                 | Match amical                          | Titulaire.                            |
| 2.                                    | 31 mars 2021                          | Kybunpark, Saint-Gall, Suisse         | Finlande                              | 3 - 2                                 | Match amical                          | Titulaire.                            |

## Palmarès
Il gagne son premier trophée en 2019 en remportant la Coupe de Suisse avec le FC Bâle.